# Тома Марков
Тома Марков Марков е български поет, писател, драматург и журналист.

## Биография
Роден е на 26 февруари 1972 г. в Благоевград, Югозападна България. Завършва основното си образование във II ОСУ „Димитър Благоев“ – Благоевград, след това продължава образованието си в Националната хуманитарна гимназия „Св. св. Кирил и Методий“. Тома Марков е работил като продавач на захар, момче за всичко, нощен пазач, редактор в треторазрядно списание, сценичен работник в театър „Сфумато“.
Създател е на литературния кръг „Бързалитература“, определян от него като „лейбъл“ и „групировка“, в който влизат още българските писатели Момчил Николов, Радослав Парушев, Стефан Иванов. Тома Марков е редактор на книги на Хайнер Мюлер, Чарлз Буковски, Любомир Левчев, на книги на авторите на „БързаЛитература“, както и на много други. Автор е на пиесите: „Забравен от някого тромпет“, „Кофите“, „Боливуд“, както и на „Трима със сиви шушляци“ в съавторство с Мартин Карбовски.
Работил е за списанията „Егоист“, „Плейбой“, „Мениджър“ и е публикувал в Poetry Magazine, както и ORIENT EXPRES, Лондон, под редакцията на Фиона Сампсън.
Известен е с колоритния и театрален начин, по който представя литературата пред публика. Някои от четенията си осъществява в салона на „Театрална работилница – СФУМАТО“, където почти шест години е работил като сценичен работник.

## Награди
През 2001 г. получава награда от „Литературен вестник“. През 2008 г. печели литературното състезание „София: Поетики“ с изпълнение на рап-диалог с Теодора Николаева на „Поема от зимата“, след като публиката го поставя на първо място само с няколко гласа преднина пред поета Стефан Иванов.
Носител на Златния медал на Европейската академия за поезия в Люксембург, като също е и най-младият награден поет. Номинацията на Тома Марков е направена от Ирландия за стихотворението „Не мога да ти обещая, че ще съм добър човек“.

### Поезия
- „Лудите кокошки“. Благоевград: Пирин-принт, 1993
- „Писма до една евентуална Софи от един евентуален плаж“ – 1997
- „ГЕРОИН.Rec“. София: Свободно поетическо общество, 2000
- „Томатериалист“, София: Захарий Стоянов, 2002 (ISBN 954-739-271-9)
- „Живот без поезия“, Пловдив: Жанет-45, 2004 (ISBN 954-491-161-8)
- „Черен PR и други действия“, Пловдив: Жанет-45, 2004 (ISBN 954-491-237-1)
- „Развалини“, Пловдив: Жанет-45, 2020 (ISBN 978-619-186-582-6)[12]

### Проза
- „Майка“, София: Сиела, 2009 (ISBN 954-491-237-1)
- „Крокодилът Гений“, София: Сиела, 2010 (ISBN 978-954-28-0587-8)
- „Luizza Hut“, София: Ентусиаст, 2011 (ISBN 978-954-8657-67-9)

### Драматургия
- „Четири поеми“, София: Кралица Маб, 2015 (ISBN 978-954-533-149-7)